# Schloss Frankenreuth

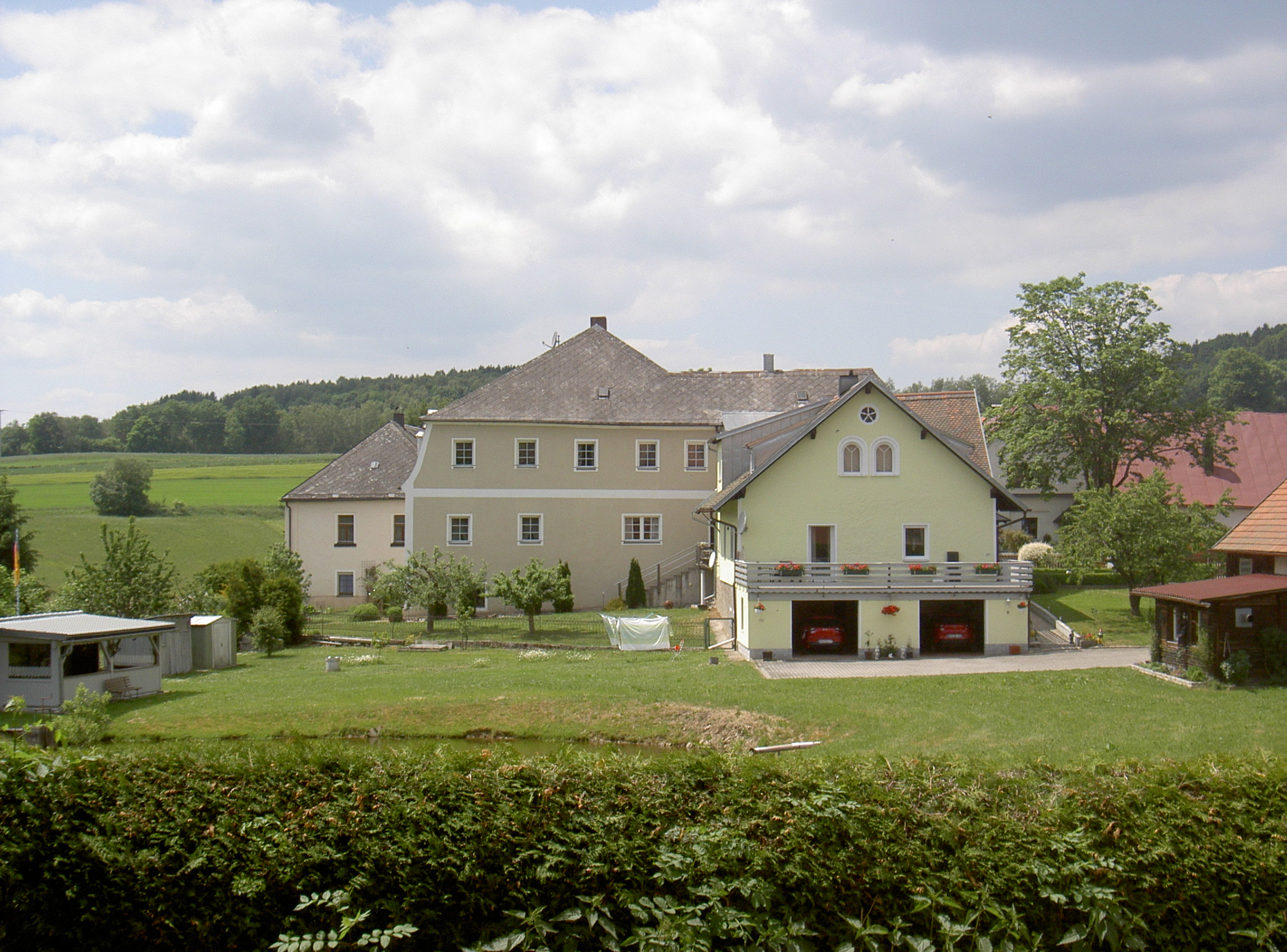
Schloss Frankenreuth (2017)

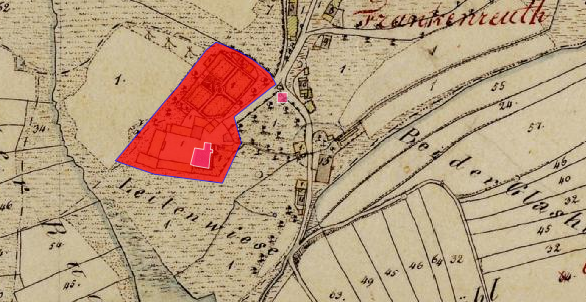
Lageplan von Schloss Frankenreuth auf dem Urkataster von Bayern

Das Schloss Frankenreuth ist ein Schloss in Frankenreuth (Frankenreuth 1), einem Gemeindeteil des Marktes Waidhaus im oberpfälzischen Landkreis Neustadt an der Waldnaab. Es ist unter der Aktennummer D-3-74-164-23 als Baudenkmal verzeichnet. „Archäologische Befunde der frühen Neuzeit im Bereich des ehem. Schlosses von Frankenreuth, darunter die Spuren von Vorgängerbauten bzw. älterer Bauphasen“  werden zudem als Bodendenkmal unter der Aktennummer D-3-6341-0006 geführt.

## Geschichte
Hier lag der Stammsitz der Frankenreuther. In Frankenreuth bestand auch eine Glashütte. 1621 ist diese Hütte im Zuge des Dreißigjährigen Krieges eingegangen. Zur Zeit des Dreißigjährigen Krieges werden dann die Schedels am 6. November 1639 genannt, die bis Mitte des 19. Jahrhunderts hier saßen; sie nannten sich die „Schedel von Greifenstein“, da sie von Kaiser Ferdinand II. am 22. Oktober 1635 mit dem Prädikat „von Greiffenstein“ in den Reichsadelstand erhoben worden sind.
Die Matrikeln der Waidhauser Pfarrei nennen gegen Ende des Dreißigjährigen Krieges einen Johann Zacharias und einen Sebastian Schedel von Greiffenstein. Diese Brüder waren Söhne des Johann Zacharias Schedel, der Bürger zu Tachau war und der 1635 geadelt worden ist. 1685 wird in Frankenreuth ein Johann Georg Gottfried Schedel genannt; er war der 1644 geborene Sohn des Sebastian Schedel. Er heiratete Helena Margaretha Portner von Theuern und starb im Jahre 1704. Es folgte sein 1689 geborener Sohn Johann Friedrich Ludwig Schedel, der 1714 die Anna Maria Josefa Tucher von Schoberau heiratete. Auf deren elterlichem Gut in Labant wurden von 1714 bis 1722 seine Kinder geboren. Ihm folgte in Frankenreuth der 1722 geborene Sohn Franz Ferdinand Alois Schedel. 1750 wird unter ihm erstmals der Name der wieder aufgerichteten Glashütte unter dem Namen „Schedelhütte“ genannt. Er erscheint nach seinem Schwiegervater seit 1757 als kurfürstlicher Amtsrichter und Zolleinnehmer von Waidhaus. Zu diesen Ämter kam später die königliche Waldinspektion hinzu. Sein 1768 geborener Sohn Zacharias († am 31. Dezember 1844 in Frankenreuth) heiratete 1796 die Franziska von Schmaus, die aus einer bekannten Glasmeisterfamilie stammte. Zacharias Schedl von Greifenstein war auch Mautoberbeamter und Amtsrichter in Waidhaus. Er hatte auf seinem Gut Frankenreuth eine Spezialglasfabrik errichtet. Am 4. Mai 1796 wurde ihm die Landsassenfreiheit gewährt. Dadurch erwarb er die Niedergerichtsbarkeit über seine Grundholden. Zacharias Schedel amtierte zunächst in seinem Mauthaus Nr. 2 in Waidhaus, das er 1809 an den Staat verkaufte. 1809 war Frankenreuth eine geschlossene Hofmark, in der Zacharias Schedl von Greifenstein ein Patrimonialgericht mit vier grundbesitzenden Hintersassen innehatte. Aus besonderer Gnade wurde Zacharias Schedl von Greifenstein im Jahre 1807 die Gerichtsbarkeit auf Lebenszeit zugesprochen. Allerdings wurde sein Antrag auf Errichtung eines Patrimonialgerichts II. Klasse abgelehnt. Nach seinem Tod fiel die Gerichtsbarkeit über Frankenreuth an den Staat.
Das Gut Frankenreuth, die Glashütte ausgenommen, hat Zacharias mit Familienvertrag vom 15. August 1828 an seinen 1796 geborenen Sohn Johann Baptist Schedel abgetreten. Johann Baptist Schedel von Greiffenstein übte bis 1848 die Hofmarkgerichtsbarkeit über die Gutsbewohner aus. Er heiratete 1822 die Elisabeth Johanna Schramm, deren Vater seit 1797 das Gut Drslavice (Derslawitz) bei Klattau in Böhmen besaß. 1832 baute er in Frankenreuth ein Brauhaus, heute das Gasthaus in Frankenreuth Nr. 15. Zacharias Schedel starb am 22. Juni 1857 in Frankenreuth. Sein jüngerer Bruder Karl heiratete 1836 eine Apothekerswitwe in Regensburg. Das ist der letzte Matrikelakt in der Waidhauser Pfarrei von diesem Geschlecht. Am 18. November 1858 verkaufte Karl Schedel von Greiffenstein das Gut.
Nach dem Ersten Weltkrieg kam das Schloss an Melchior Reichenberger von Waidhaus. Dieser verkaufte den Besitz an Karl Randig aus Zirk bei Rosshaupt.

## Baulichkeit
Das Schlossgebäude ist ein eingeschossiger Mansardhalbwalmdachbau mit einem schmalen Flügel nach Norden. Das Gebäude stammt im Kern aus dem 17. und 18. Jahrhundert. An das Gebäude schließen sich im Geviert teils Wohn-, teils landwirtschaftliche Gebäude an.